# Ivan Hippolyte
Ivan Hippolyte (Suriname, 7 oktober 1964) is een Surinaams-Nederlands voormalig kickbokser. Hij won meerdere Europese- en wereldtitels in Muay Thai, Savate en kickboksen. Hij was de winnaar van de derde editie van de K-1-finale in het middengewicht (K-3 Grand Prix 1995). 
Na zijn carrière werd hij trainer bij Vos Gym in Amsterdam, dezelfde sportschool waar hij tijdens zijn actieve carrière voor vocht. Hij was trainer van onder anderen K-1-kampioen Remy Bonjasky en MMA-vechter Mirko Filipović.

## Titels
- 1995 K-3 Grand Prix '95 Champion
- 1995 W.M.T.C. Middleweight World Champion
- 1994 K-3 Dutch Edition Tournament Champion -76.2 kg
- M.T.B.N. World Champion
- W.M.T.A. World Champion -72 kg
- 1988 W.K.A. Welterweight World Champion
- 4x E.M.T.A. European Muay Thai Champion
- 1986 European Champion Savate